# Brachyiulus curvifolius
Brachyiulus curvifolius är en mångfotingart som beskrevs av Karl Wilhelm Verhoeff 1898. Brachyiulus curvifolius ingår i släktet Brachyiulus och familjen kejsardubbelfotingar. Inga underarter finns listade i Catalogue of Life.